# Clássico da Paz (Fortaleza)
O Clássico da Paz é um dos três clássicos disputados pelos chamados clubes grandes da cidade de Fortaleza, no Nordeste do Brasil. A disputa opõe os corais do Ferroviário Atlético Clube, o Tubarão da Barra, fundado em 9 de maio de 1933, aos alvinegros do Ceará Sporting Club, o Vovô, fundado em 2 de junho de 1914.
Esta é uma rivalidade que alcançou grande status nas décadas de 1940 e 1950 pela popularidade dos dois clubes entre as massas que acorriam aos campos de jogo. Tal disputa, à época, chegou a ser chamada "Clássico das Multidões".
Os enfrentamentos entre as duas equipes começaram em 1939, pelo estadual daquele ano. O Ceará Sporting saiu vencedor pelo placar de 4 a 3. No ano seguinte, ocorreu a primeira vitória coral por 2 a 1, também pelo Campeonato Cearense.

## Estatística geral
A estatística referente aos embates oficiais do Clássico da Paz é esta:
- Vitórias do Ceará: 141
- Empates: 92
- Vitórias do Ferroviário: 72
- Gols do Ceará: 474
- Gols do Ferroviário: 316

A última partida considerada é a de 16 de novembro de 2024, vitória coral por 2x0 entre os clubes, pela Copa Fares Lopes.

## Outros números do clássico
- Maior tabu pró-Ceará: 17 partidas, sendo 10 vitórias e 7 empates, entre 1981 e 1982;
- Maior tabu pró-Ferroviário: 10 partidas, sendo 6 vitórias e 4 empates, entre 1994 e 1995;
- Maior sequência de vitórias seguidas do Ceará: dez, de 1940 a 1946;
- Maior sequência de vitórias seguidas do Ferroviário: quatro, de 1947 a 1948 e de 1967 a 1968;
- Maior sequência de empates seguidos: cinco, em 1982 e entre 1995 e 1996;
- Maiores goleadas alvinegras: Ceará 10 a 1, pelo Campeonato Cearense de 1941, e 9 a 1, pelo Campeonato Cearense de 1993;
- Maiores goleadas corais: Ferroviário 5 a 1 em um amistoso em 1945 e  4 a 0, pelos Campeonatos Cearenses de 1948, 1953, 1968 e 2006;
- Partida com o maior número de gols: Ceará 10 a 1, pelo Campeonato Cearense de 1941;
- Em oito decisões de campeonatos cearenses, os dois clubes se encontram empatados, cada um com quatro decisões ganhas: Ferroviário em (1952, 1970, 1979 e 1994) e Ceará em (1980, 1996, 1998 e 2017).